# 自行车运动

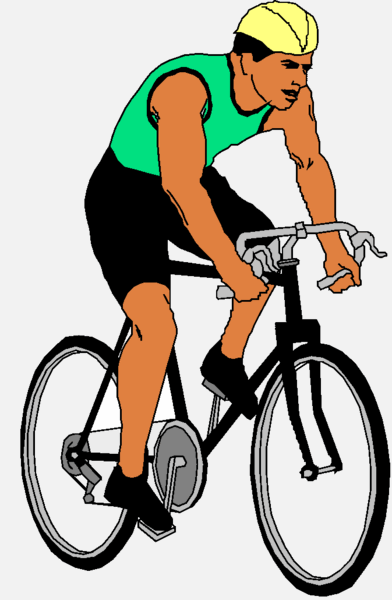
骑自行车的繪圖

自行车运动常指借助自行车开展的各种运动的总称，属于借助人力推动的半机械化运动，极少使用單輪車、三轮车、四轮车或其他用于运输、娱乐或运动的人力车辆开展此项运动。自行车运动在公路或小道上进行，根据不同的环境和要求开展此项活动，如自行车旅行、越野自行车运动、雪地自行车运动等等。

## 介绍

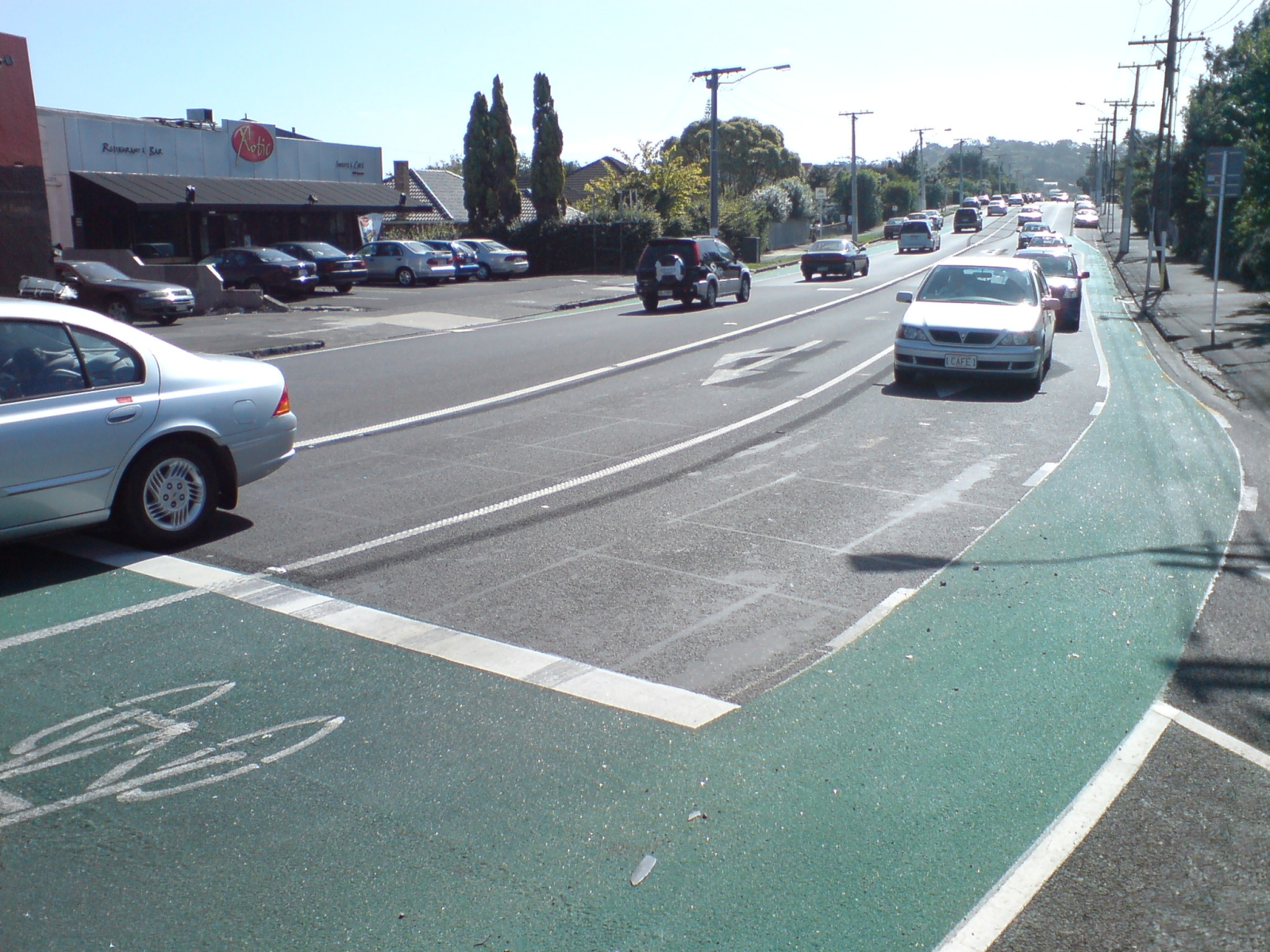
新西兰自行车专用道

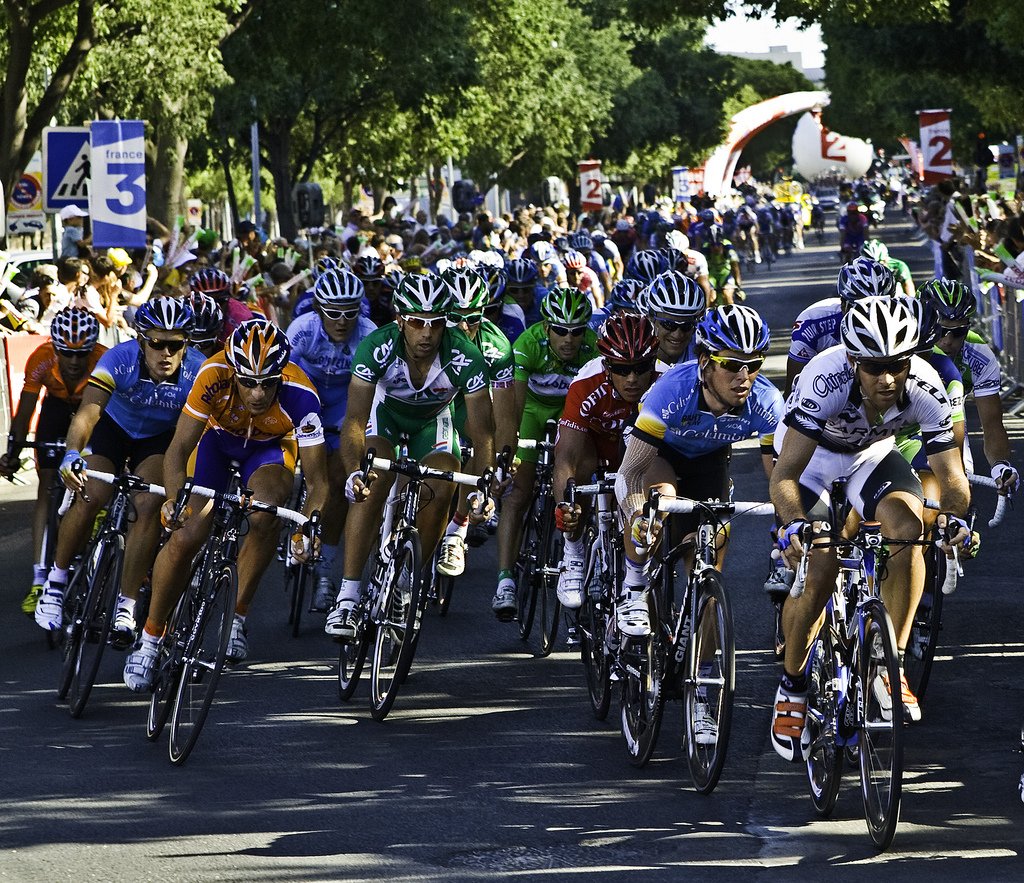
2008年环法自行车赛

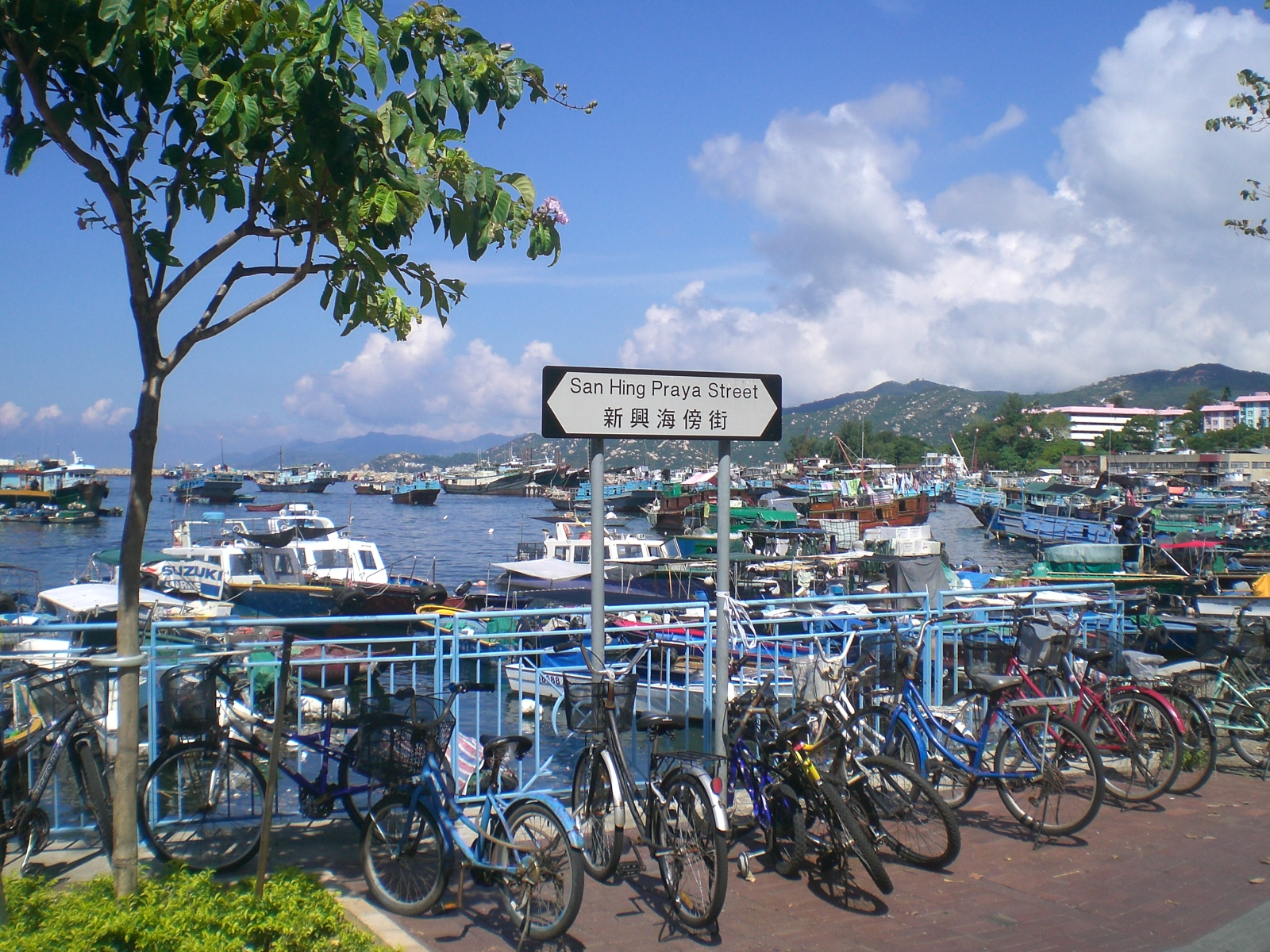
香港自行车停放

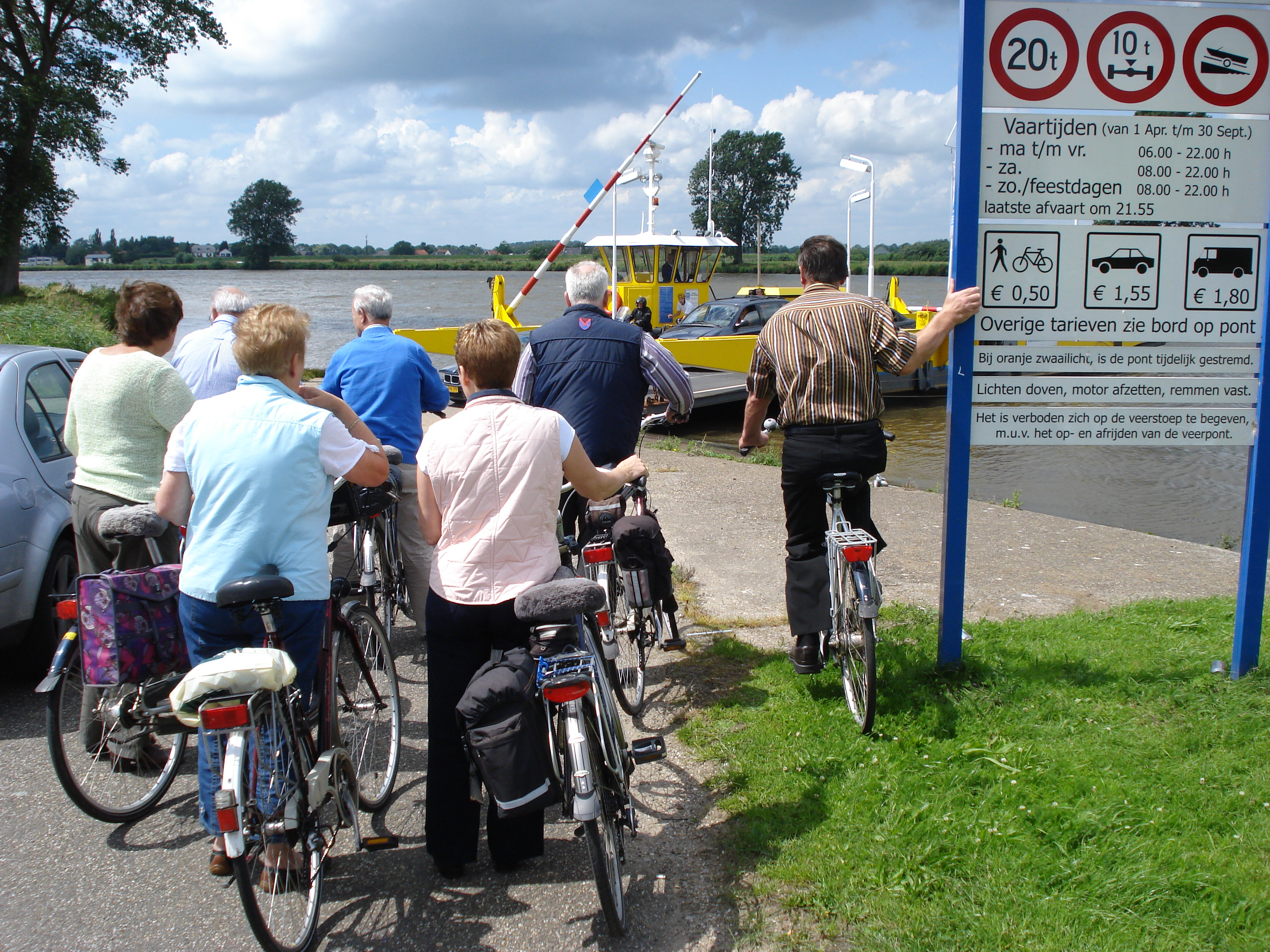
以车代步

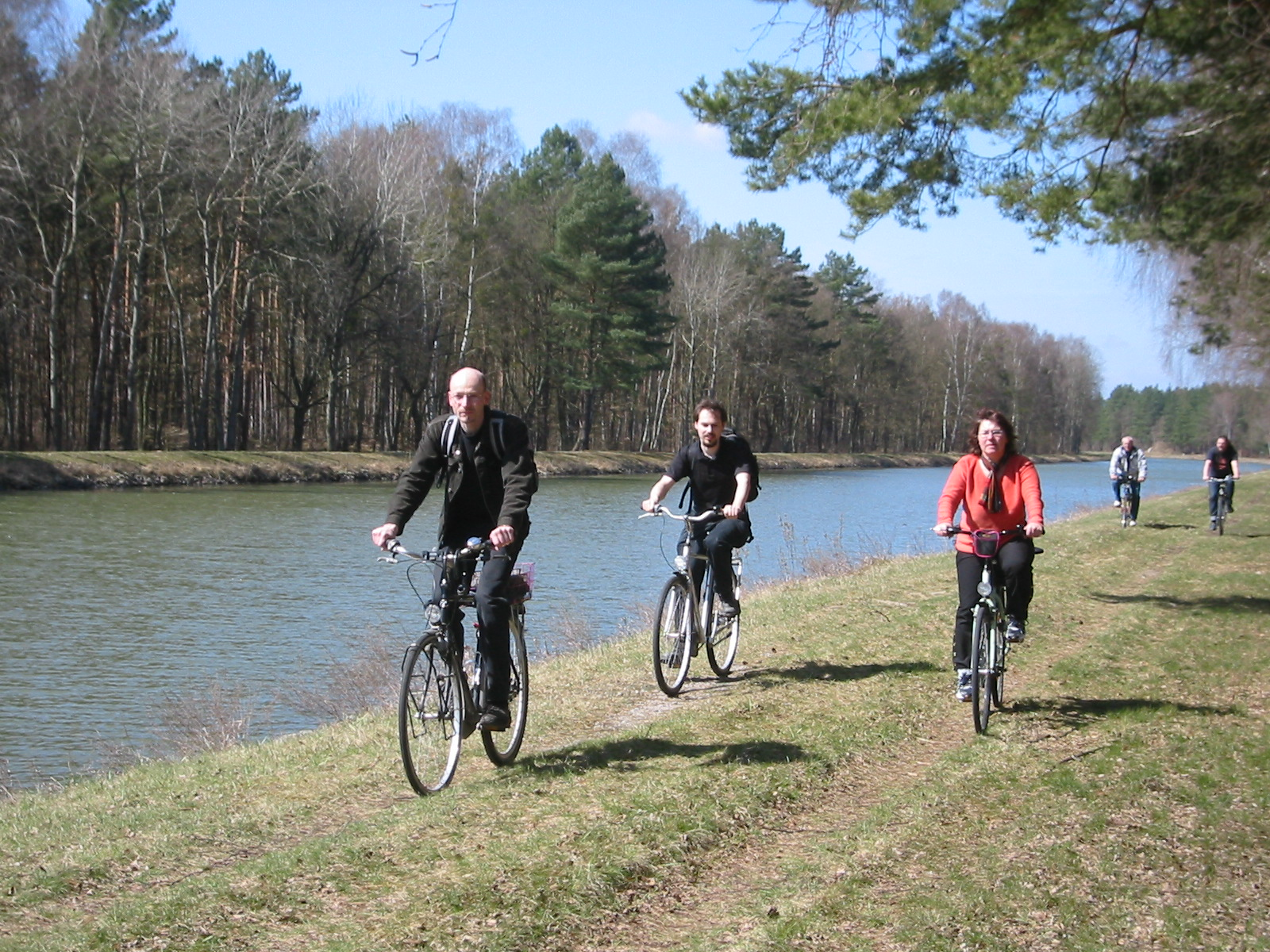
休闲骑行

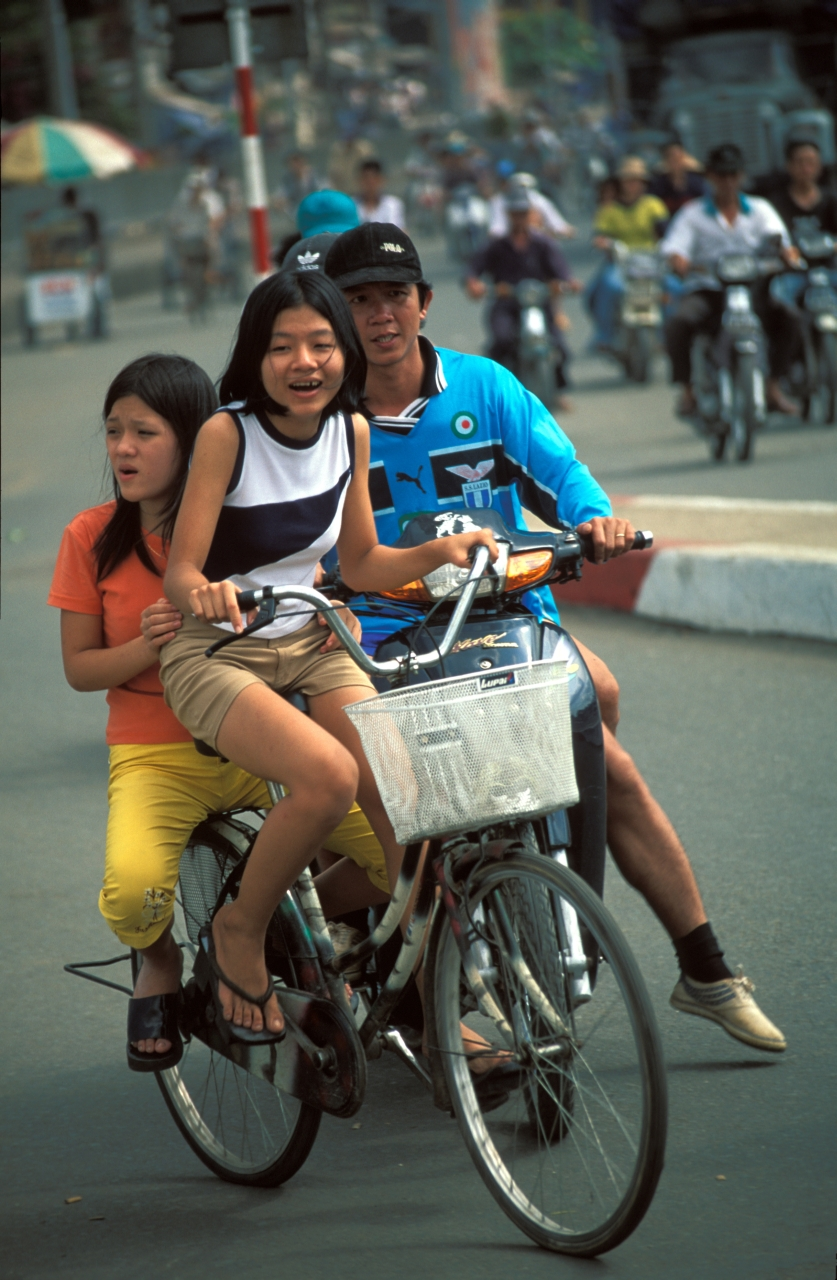
小孩骑行

自行车自诞生开始，在进入汽车时代以前为重要的交通工具，作为运动的开展，最早兴起于欧洲和北美等发达国家，伴随而来的就是自行车竞技。据记载，1868年5月31日在法国圣克劳德公园内举行的的自行车比赛为世界上最早的自行车比赛，首届国际性自行车赛事为1893年首届世界业余自行车锦标赛，1896年在希腊雅典举行的第一届奥运会自行车比赛即为正式比赛项目。自行车在担当代步工具的同时，也是运动休闲的最佳工具，因其普及的特点，自行车运动在世界各地具有极为广泛的群众基础，参与者的年龄从青少年到老年，其活动类型包括体育、休闲、旅行和竞技等。
欧洲为自行车运动的发源地，欧洲北美自19世纪后期即已开展渐渐普及，法国早在1881年2月6日即已成立法国自行车联盟，德国在1884年于莱比锡成立了德国自行车协会（Deutsche Radfahrer-Verband），与此同时，比利时、瑞士、英国和很多其他欧洲国家同时成立自行车运动组织。1900年4月14日，在法国、比利时、瑞士、美国和意大利的倡导下，国际自行车联盟在法国巴黎成立。
自行车运动最迟在20世纪初期在亚洲开始出现，日本于1908年在东京即已成立东京轮士会，1915年5月在上海举行的第2届远东运动会共设八个比赛项目（中国、日本和菲律宾三国），其中脚踏车为比赛项目之一。1990年代以前，被称为自行车王国的中国，其时自行车为城乡短距离出行的主要交通工具，之后作为交通工具的功能渐渐被摩托车和汽车取代，但作为体育、健身、娱乐手段，其功能渐渐被强化，各个地区、部分高校机构相继成立自行车运动协会，以组织和规范开展自行车运动和各种比赛。中国全国性的自行车运动管理协调机构为1963年成立的自行车运动协会，该组织1979年加入国际自行车联盟。港澳地区，香港有成立于1960年的香港单车联会，澳门有成立于1981年的澳门单车总会，均负责组织区域内各种自行车赛事。
台湾的自行车骑士协会成立于1999年7月25日，该组织隶属于行政院体育委员会全民运动处，管理、协调和组织区域内自行车运动竞技。

### 器材装备
开展自行车运动的基本用具分为防护用品、骑行工具和维修工具三大类，按照运动类型、路途远近、骑行环境要求进行配备，最基本的用具有打气筒、手套、雨衣、驮包和水壶。开展长距离运动必须全面掌握维修技巧，配备维修组合工具、备用闸皮和内胎，携带补胎工具和打气筒、刹车线等。 
- 防护工具：基本工具包括遮阳帽、雨衣、水壶、手套、墨镜、膝肘护具，其他用具包括防雨鞋套、备用胶鞋、安全头盔、防水袋等。辅助用具包括随身包、拉伸绳、背包防雨罩、塑料布。
- 骑行用具：基本用具为背包、驮包，其他包括夜行工具如车灯与其他照明用具，其它配备还有速度计，根据实际需要配备车后架驮包、车前架驮包，车前把包。
- 维修工具：基本配备为打气筒，长距离运动还应该配备补胎工具、润滑油脂、车后轴与车前轴、钢珠、手钳、自行车用成套扳手、成套梅花和开口改锥、各类螺丝螺母、剎车拉条、剎车皮、内胎、变速器、车链条。

自行车长途旅行还必须配备药品、洗漱用具，随身携带衣服、证件等。另外根据实际需要选择配备宿营用具包括帐篷、睡袋、防潮垫、气枕、照明用具、炊事餐饮用具、通讯、摄像照相设备、地图和其它记录用品。

### 技能
骑行自行车和其他运动相比，具有经济、环保、灵活方便和持久的基本特点。将自行车最为短距离普通代步工具极少要求技术，但在预料维修困难的情况下，骑行前应对车况进行必要的检查。包括座垫高度的调整，连接部位螺丝松紧度、轮胎胎压、闸车制动性能等，带变速器的自行车应检查变速器档位的灵活性及鍊條。开展专业自行车竞技，则需由專人指導下進行专业训练。

## 非競賽

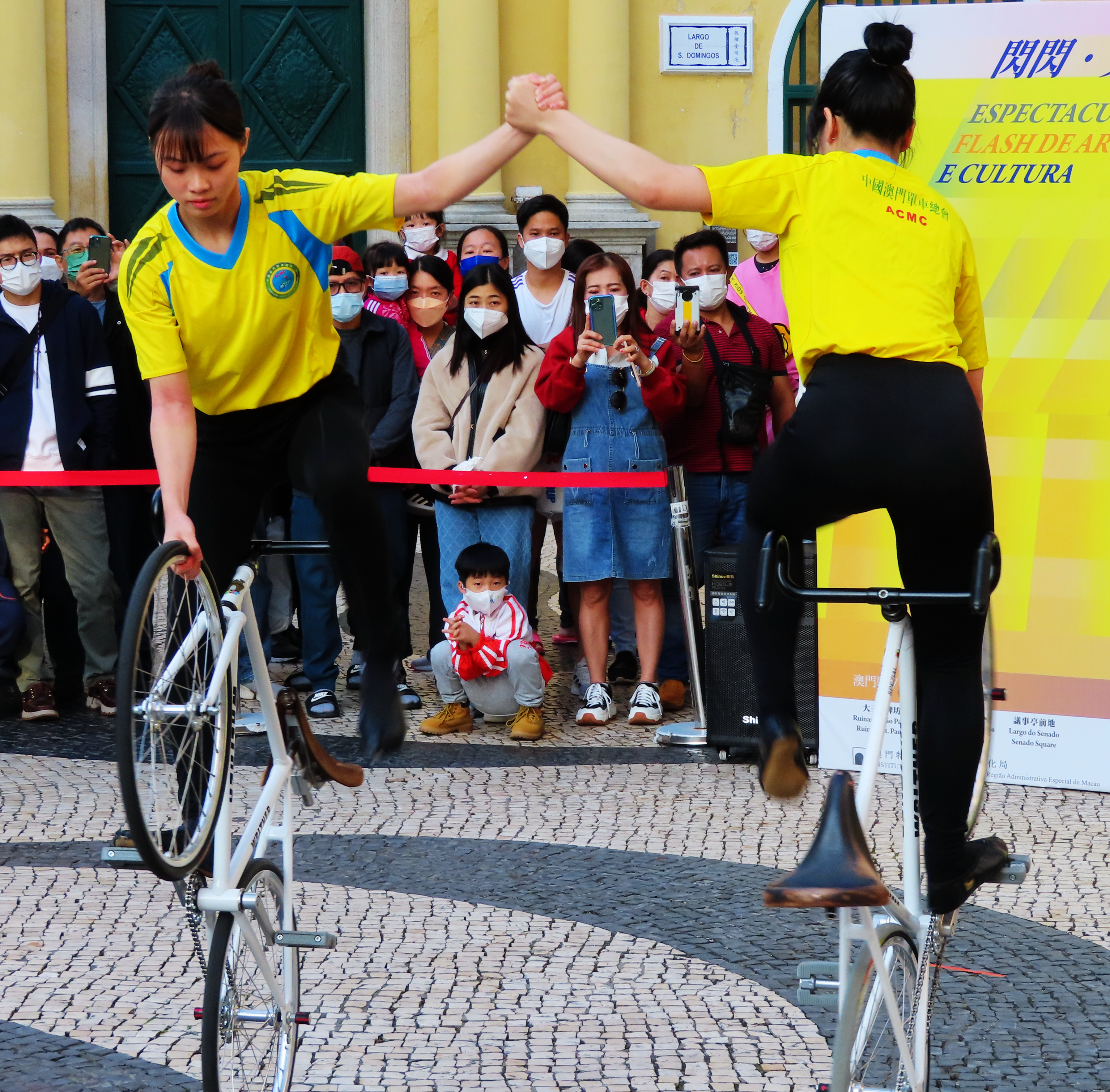
單車表演